# 小川知男
小川 知男（おがわ ともお、1974年〈昭和49年〉2月13日 - 2021年〈令和3年〉9月29日）は、日本の地方公務員、造形作家。兵庫県福崎町役場の地域振興課職員で、課長補佐に就いていた。
福崎町の公認キャラクター「ガジロウ」（河次郎）の生みの親であり、同町出身の民俗学者・柳田國男の作品に登場する妖怪を利用した町おこしの仕掛け人として知られた。

## 経歴
高校卒業後の1992年、福崎町役場に入庁。

小川がデザインした辻川山公園の河童のガジロウたち

2013年4月、新設された地域振興課に異動。異動して早々に当時の町長・嶋田正義から「辻川山公園の池から河童を出してください。あんたそういうの好きでしょう」と命じられ、ため池から河童の模型を出現させるプロジェクトに着手。福崎町のマスコットキャラクターに「フクちゃん」「サキちゃん」という河童がおり、町長が「可愛らしい河童」を所望していたことを理解していたが、多くの人を集めるには話題性に欠けると小川は独断。既にゆるキャラ文化が定着している中で、「怖いもの見たさ」で注目を集められるであろうと考えて、あえて気味の悪さやリアル感を追求した妖怪の河童をデザインする。小川が造形した粘土を見た観光係の職員からは「税金だぞ」「ふざけるな」などと猛反対を受けるも、「絶対に人が来るから心配いりません」と意見を通し、小川自ら河童の模型を製作できる造形屋や模型を動かせる機械屋を探した。

のちに池のほとりに河童のガタロウの像も設置した

試行錯誤の末、2014年2月14日より、同町出身の民俗学者・柳田國男の著書『故郷七十年』に登場する河童のガタロをモチーフにした河童の「河次郎」（ガジロウ）の像を辻川山公園に一般公開した。町の住民からは気味悪がられたものの、新聞に掲載されると予想を大きく上回る多くの観光客が訪れ、「怖すぎるゆるキャラ」として多くのメディアから取材が殺到し、製作者として小川が取材に応じた。ニュース番組のみならず、テレビ朝日のバラエティ番組『ナニコレ珍百景』で「河次郎」が取り扱われ、放送回では「MV珍」（いわゆるMVP）を獲得した。

2016年4月には妖怪小屋から飛び出す逆さ天狗も制作

以降も福崎町では、小川が中心となって、町内の小売店などに妖怪と写真が撮れる「妖怪ベンチ」を設置したり、「全国妖怪造形コンテスト」を開催したりなど、柳田國男の作品に登場するリアルな造形の妖怪を利用した町おこしに挑戦し続けた。また、町おこし当初、河童を見に来た観光客用の土産品がなく、自治体による制作は異例であるプラモデルの開発に着手。2017年5月下旬より約2千個を発売すると6日間で売り切り、一部で価格が高騰する人気ぶりだったが、この河童のプラモデルの原型制作も小川が担当した。
地域振興課の新設時には福崎町の観光客入込数は24万8千人弱で、兵庫県内ワースト3の数だったが、小川が発起人となった町おこしの影響で、3年間で約40万人にまで増えた。この活動から小川の「固定観念を打破するアイデアと実行力」「住んでいる町の特性や可能性を理解して実行し、反響をさらに活用していくぶれない戦略」を評価され、地方公務員同士が推薦し合う「地方公務員が本当にすごい!と思う地方公務員アワード2019」に選出された。特別協賛社賞である「ジチタイワークス賞」も同時受賞した。
2021年9月29日正午ごろ、兵庫県姫路市山田町南山田の芝生広場で首を吊った状態で亡くなっている小川が発見された。47歳没。近くに止められた車の中には家族に宛てた手紙があり、自殺とみられる。遺体が発見される前日も町役場に出勤していたが、自身のTwitterでは病気について悩んでいる様子も見られた。
小川の死去後、「ガジロウさん」公式Twitterアカウントの更新が停止していたが、10月6日に更新され、小川が死去したことが報告された。また、「小川が命を吹き込んだ妖怪たちをこれからも大切に育てていきたいと思っています」と綴られ、小川発案の妖怪を利用した町おこしが継続されることも併せて報告された。同月14日、小川が脚本を務めていた公式漫画『ガジロウさん物語』のいしだまさやによる追悼イラストが同Twitterアカウントに投稿された。また、18日には、小川が生前監修していた同漫画の最新話が公開されたが、同話はガジロウの誕生の経緯を描いたもので、小川自身も漫画内に登場している。
小川の一周忌を前にした2022年9月24日には、小川と親交のあった加西市職員の阿部裕彦が実行委員会代表となって、小川の名前を冠したイベント「OGAWA FESTIVAL」（OGAFES）が辻川山公園で開催された。

## 人物
絵や造形が趣味。造形を始めたのは2010年頃からで、趣味で作るものは人型のものがメイン。プラモデルの横に添える人形が売っていなかったので、自身で作り始めたのが切っ掛けである。地域振興課異動直後に町長から河童の件を命じられたのは、趣味の造形が知られていたことからノウハウがあると思われていたためだと、小川自身は推測している。
趣味の域を超え、小川 徹宗（おがわ てっしゅう）名義でフィギュア原型師活動等を行っており、円谷プロ特撮作品のソフビフィギュアであるACRO「KRS35シリーズ」などの原型製作を手掛けていた。ほか、過去にmidouji名義も使用し、モデラーとしての活動もあった。ウェブ上では住職の愛称を持ち、その名義でウェブサイト「探偵ファイル」へ寄稿していた時期がある。
勤務する役場の中では「ちょっと浮いている存在」だとインタビューで語っている。地域振興課に配属後、なかなか課員と馴染むことができず、気を擦り減らしていたという。課員5人で慰安旅行に行った際、新幹線の座席を小川1人だけ離れて配置されてしまったことを自身のTwitterで漏らしていた。
兵庫県加西市の地域振興部職員の阿部裕彦は中学、高校時代の同級生。自身も選出された「地方公務員アワード2019」では、小川は阿部を推薦している。阿部は市民団体「北播磨ブランド化実行委員会」の代表も務めており、2021年に同団体が企画した北播磨のご当地キャラクターで、食虫植物サラセニアモチーフの妖怪「健美」（ケミィ）のデザインも小川が手掛けている。2022年2月に公開された『サラセニア妖怪「健美」PV』には「Prototype master：小川徹宗」として、小川の名前がクレジットされている。
ウェブサイト「探偵ファイル」管理者のBOZZによると、小川は探偵になりたがっていたらしく、役所職員を辞めて探偵社を経営しようと考えていたこともあったが、諸事情により断念したという。また、BOZZは小川が自殺した理由の一つを知っていると言い、「探偵にさえなっていれば、別に原因があってどんなに悪い状況だったとしても、最低でも自殺はしなかったんじゃないか」と語る。
小林和史と交友があり、2012年2月13日のワンダーフェスティバルには一緒に参加している。小川は自作のガレージキットなどを販売した。小川は小林和史が電撃ホビーマガジンで2005年に制作したサイコガンダムを真似て作成するため（株式会社ハイキューパーツからの部品使用例作成依頼だった）、小林にコンタクトを取り、交友が始まった。実際に二人が顔を合わせるのは2009年11月マシーネンクリーガーの展示会に小林が参加する際だった。小川は「小林さんは神様みたいな人」だと評し、尊敬していた。
小川はスカルピーやエポキシパテを使った造形をしていたが、後年はZbrushを使うデジタル造形に移行している。冗談交じりだとは思われるが、深夜になると1階の部屋においてある人形（自作のフィギュアなど）たちが動き始めると発言していた。
家族は妻と娘2人。

## 代表商品
- ハセガワ「20 メカトロウィーゴ」パイロット ミドキッズ

メカトロウィーゴは、小川と交友のあった小林和史が手掛けるオリジナルロボットシリーズ。プラモデルキットに付属するパイロット（少年）は小川の造形によるもの。
- 福崎町観光協会 福崎町妖怪プラモデル「河童のガジロウ」「天狗」「鬼」
- ACRO・KRS35 Series・ウルトラマンシリーズ　2015-2019

「ゼットン星人」「ガラモン」「ウルトラセブン」「カネゴン」「ブースカ」「M1号」「ウー」「ラゴン」「ミラクス」「ガボラ」「メトロン星人」「ザラブ星人」「チブル星人」「ダンカン」「ジラース」